# Wielkopolskie piramidy

Szkic sytuacyjny położenia "Wielkopolskich Piramid"

Wielkopolskie Piramidy – grupa 4 kurhanów znajdujących się w pobliżu Łęk Małych w Wielkopolsce, w odległości ok. 200 metrów od drogi Kościan – Grodzisk.

## Historia
Kurhany pochodzą z późnego okresu kultury unietyckiej (1700-1500 lat p.n.e.). Jeszcze w 1881 znajdowało się tutaj 11 kurhanów, według badań było ich wcześniej 14. W czasie budowy linii kolejowej Kościan – Grodzisk w latach 1901–1906 zniszczono 7 z istniejących kurhanów.
Kurhany są wysokości od 2,5 m do prawie 5 m i o obwodzie od 60 do 120 m.

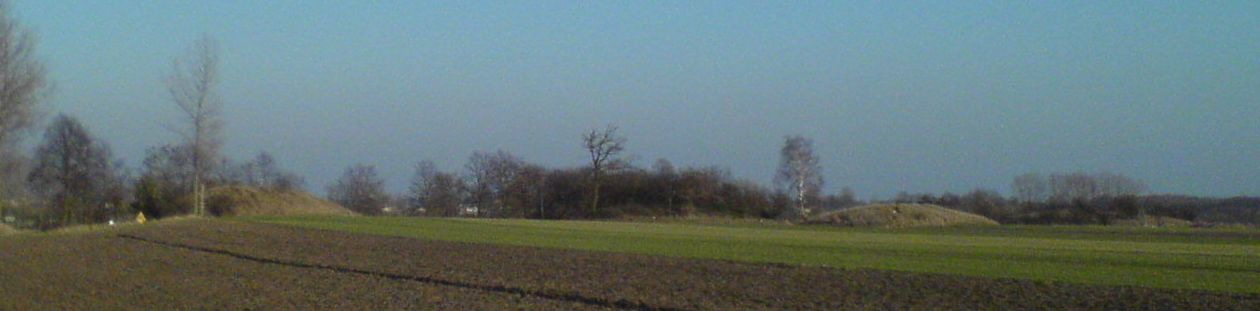
Kurhany - widok ogólny

W latach 1933, 1953 i 1955 Józef Kostrzewski, archeolog z Muzeum Archeologicznego w Poznaniu, prowadził wykopaliska archeologiczne. Doprowadzono wtedy do całkowitego odkrycia jednego z kurhanów, pozostałe zostały przekopane tylko częściowo. W trakcie badań ustalono, że kurhany te są miejscem pochówków ludzi znacznych dla ówczesnego społeczeństwa. Świadczy o tym bardzo bogate wyposażenie grobów, w których zmarli chowani byli wraz z bronią, ozdobami i naczyniami. Wyroby zdobnicze, które znaleziono wykonane były z brązu, złota, bursztynu. Zmarli wyposażani byli także w tzw. berła sztyletowe, które wyglądały niezwykle. Były to sztylety metalowe osadzane poprzecznie w ozdobne rękojeści, przypominały berła znane z czasów średniowiecza.
Zmarłym oprócz przedmiotów codziennego użytku i ozdób wkładano do grobów konie, które według ówczesnych wierzeń związane były z kultem słońca oraz ognia.
Wszystkie wyroby jakie odnaleziono w grobach prezentowały jak na ówczesne czasy bardzo wysoki poziom wykonania, co może świadczyć o znacznym rozwoju technicznym ludu, który wybudował kurhany.

Schemat jednego z kurhanów

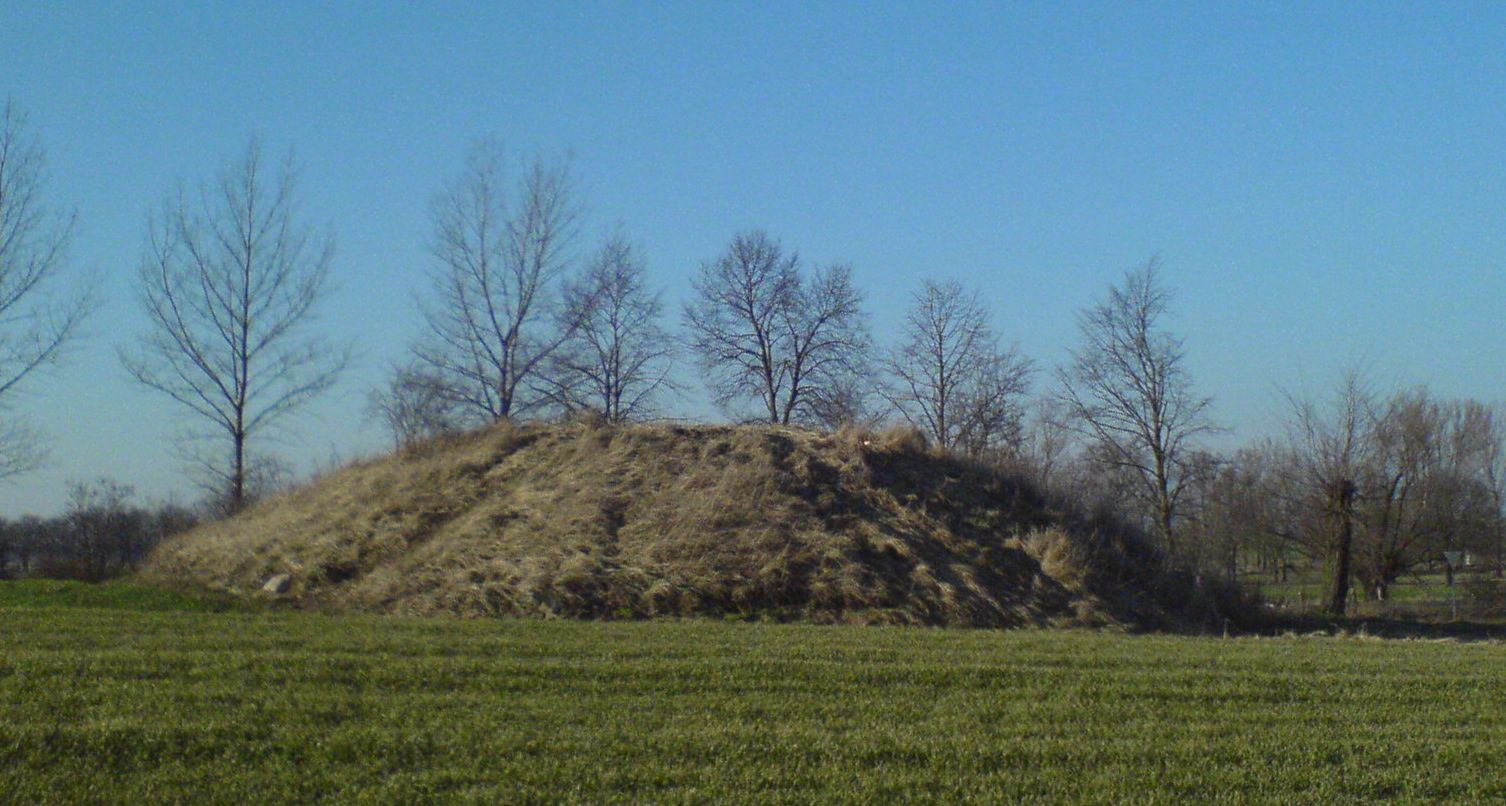
Kurhan 1

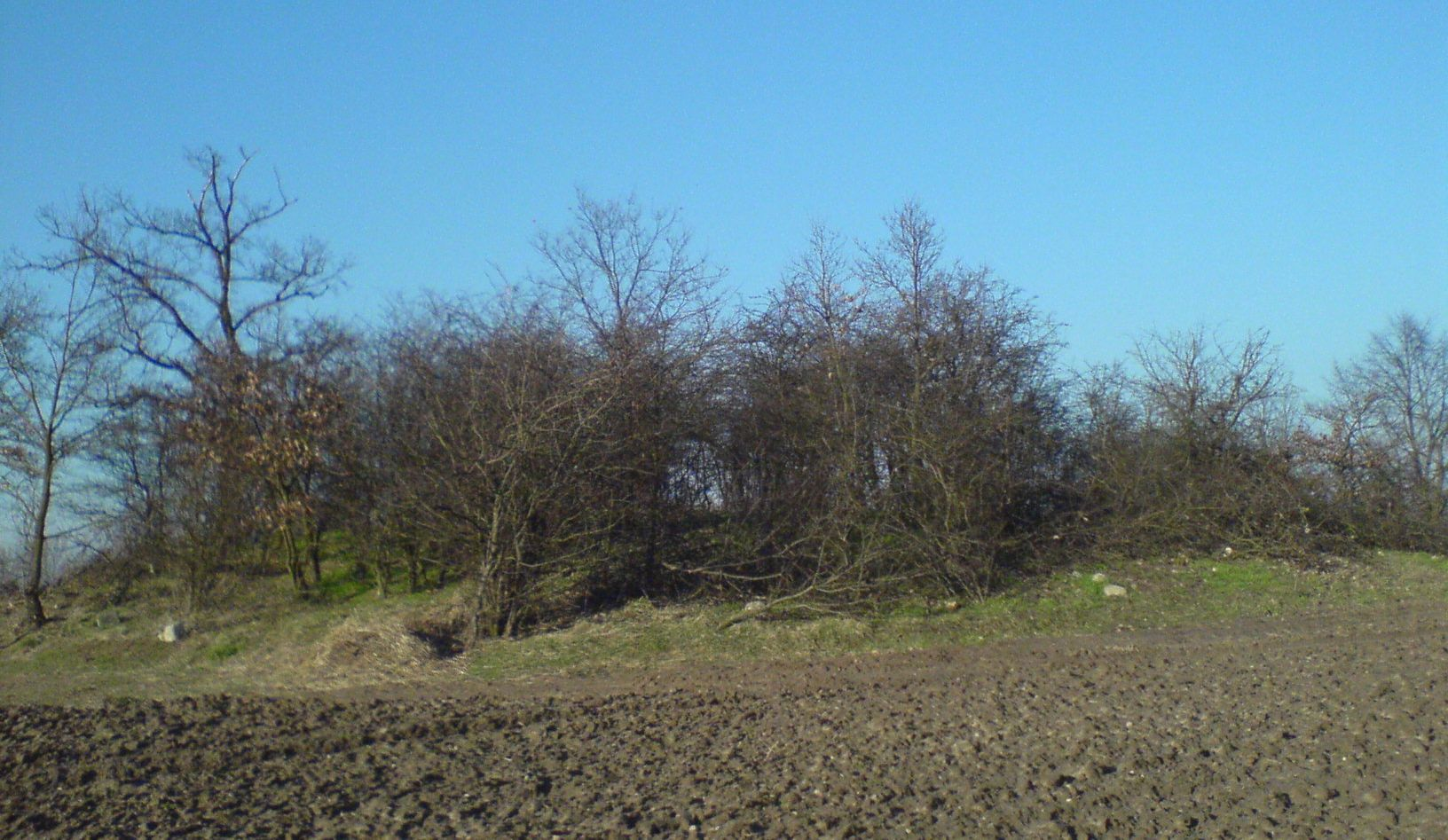
Kurhan 2

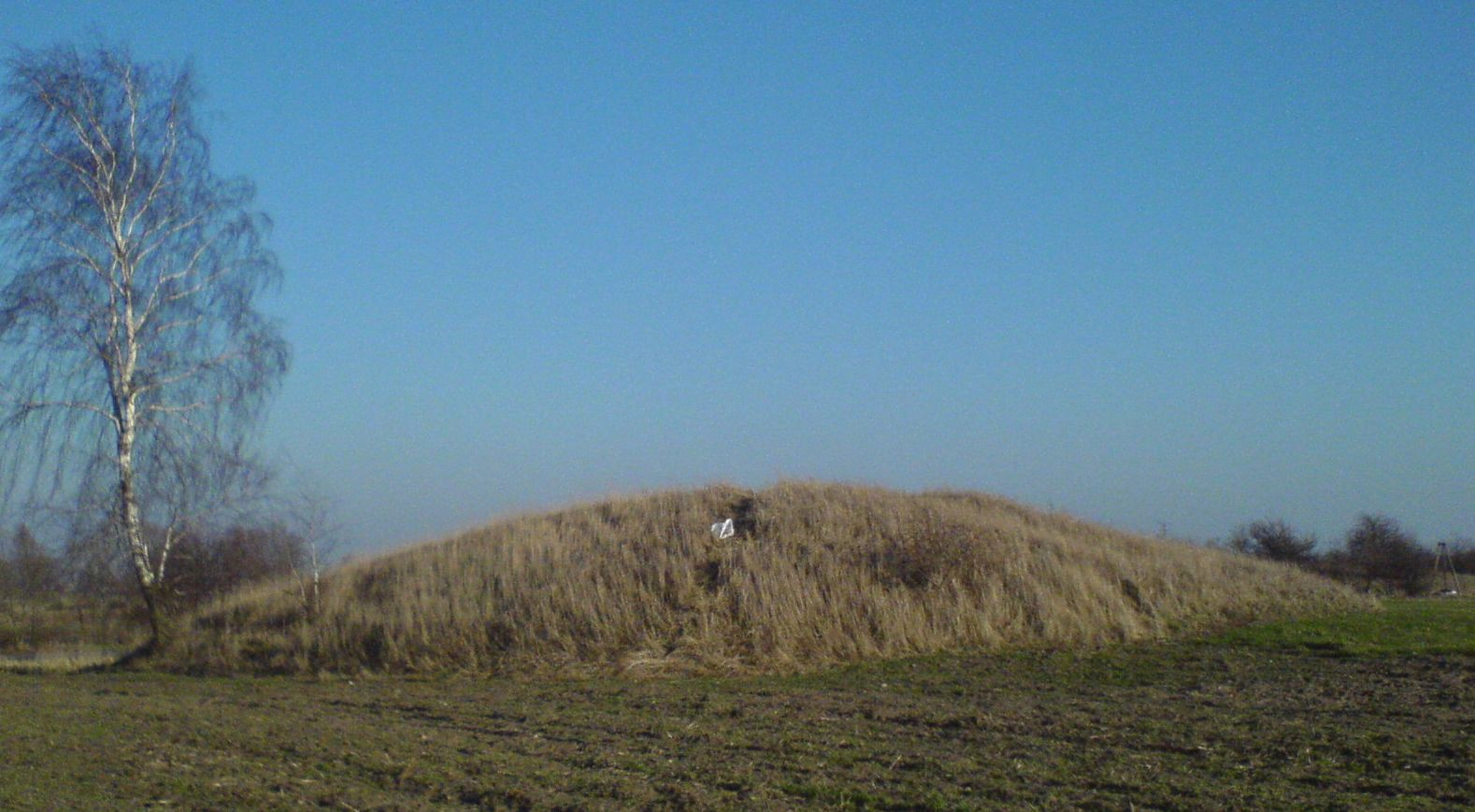
Kurhan 3

W 1997 na przełomie kwietnia i maja zostały przeprowadzone przez Poznańskie Towarzystwo Prehistoryczne badania geofizyczne, dzięki którym próbowano ustalić położenie zniszczonych kurhanów. W wyniku tych badań, a także wykorzystując zdjęcia lotnicze wykonane w 1994 roku, ustalono, że prawdopodobnie kurhany były zlokalizowane w dwóch liniach biegnących równolegle do siebie. Stwierdzono także istnienie jakichś innych obiektów, które nie są widoczne na powierzchni ziemi, ani na zdjęciach lotniczych. Badaniami kierował Marek Chłodnicki z Muzeum Archeologicznego w Poznaniu, a badania przy wykorzystaniu metod elektromagnetycznych przeprowadzał Tomasz Herbich z Centrum Archeologii Śródziemnomorskiej UW w Kairze.
Skupisko kurhanów w pobliżu Łęk Małych jest unikatem na skalę europejską, drugie podobne, ale o mniejszej ilości kurhanów w jednym miejscu (za to trochę większych) znajduje się na Ukrainie i pochodzi z innej epoki.
Podobny kurhan – ale tylko jeden – datowany na ten sam okres dziejów, znajduje się w pobliżu Szczepankowic na Dolnym Śląsku.

## Położenie
KURHAN – 1N 52°08’59,27”		E 16°31’42,45”
Wysokość: grunt – 65,40 m n.p.m.; szczyt – 71,40 m n.p.m.
Wysokość kurhanu – 6 m
Obwód u podstawy - 74,5 m
KURHAN – 2N 52°08’57,26”		E 16°31’45,46”
Wysokość: grunt 66,10 m n.p.m.; szczyt – 70,60 m n.p.m.
Wysokość kurhanu – 4,5 m
Obwód u podstawy - 109 m
KURHAN – 3 N 52°08’56,50”		E 16°31’47,66”
Wysokość: grunt – 66,30 m n.p.m.; szczyt – 70,40 m n.p.m.
Wysokość kurhanu – 4,1 m
Obwód u podstawy - 79,5 m
KURHAN – 4N 52°08’54,57”		E 16°31’54,82”
Wysokość: grunt – 64,60 m n.p.m.; szczyt – 67,20 m n.p.m.
Wysokość kurhanu – 2,6 m
Obwód u podstawy - 141 m
Położenie geograficzne ustalone na podstawie – Automapy 3.9.3,0; 
Wysokość nad poziomem morza ustalone na podstawie – VisualGPSce v1.ww106;
Urządzenie – Asus A636N;
Pomiary zostały dokonane 18 lutego 2007 roku w godz. 15-16.